# Scorpiothyrsus
Scorpiothyrsus là chi thực vật có hoa trong họ Mua.